# Piero Marini

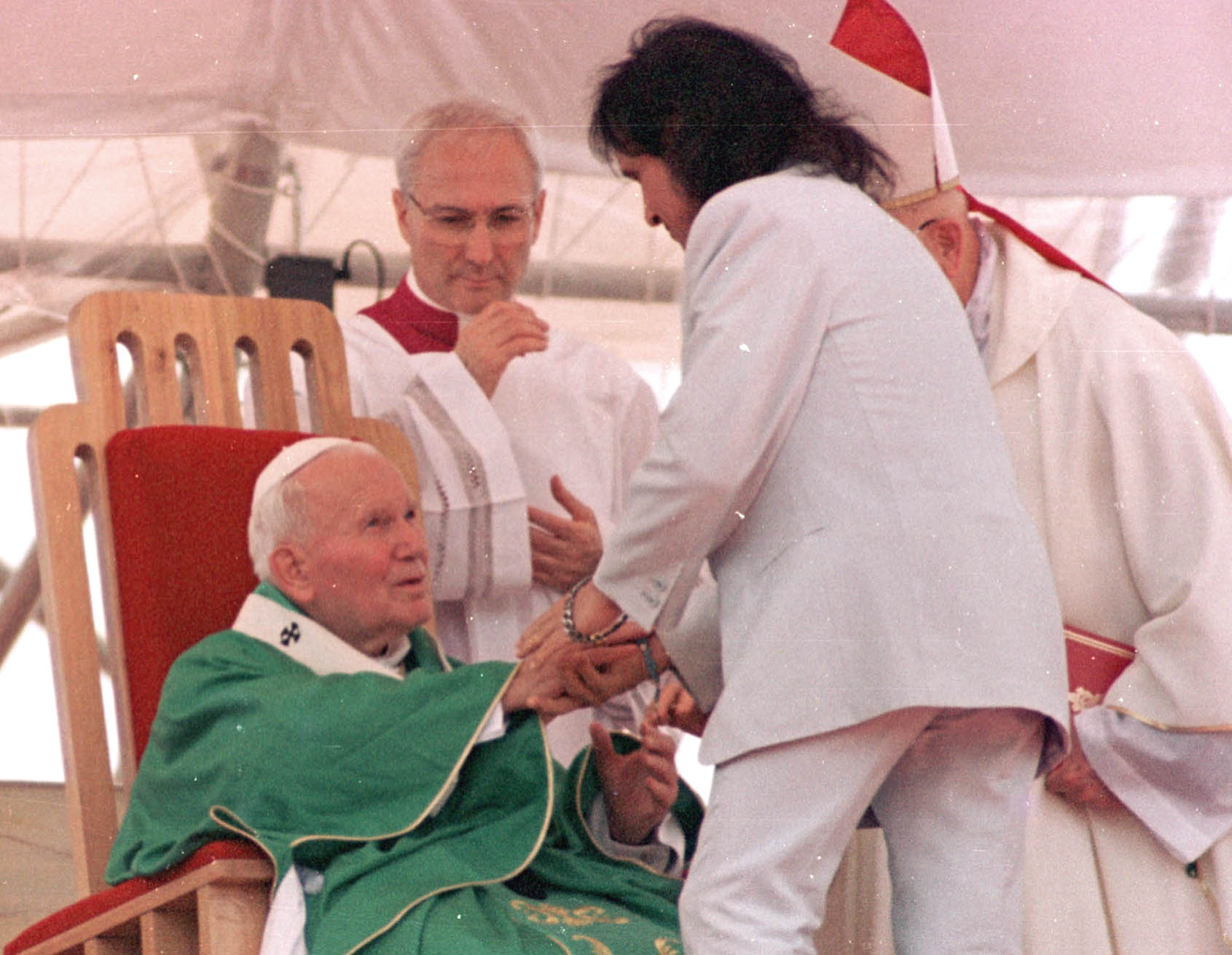
Piero Marini (hinter Papst Johannes Paul II. stehend) in seiner Funktion als päpstlicher Zeremoniar (Brasilien 1997)

Wappen des Erzbischofs

Piero Marini (* 13. Januar 1942 in Valverde, Provinz Pavia) ist ein italienischer Geistlicher und emeritierter Kurienerzbischof der römisch-katholischen Kirche. Von 1987 bis 2007 war er Zeremonienmeister für die Liturgischen Feiern des Papstes.

## Leben
Marini trat 1953 in das Priesterseminar von Bobbio ein und empfing am 27. Juni 1965 das Sakrament der Priesterweihe. Danach arbeitete er als Sekretär von Erzbischof Annibale Bugnini an der Durchführung der Liturgiereform des Zweiten Vatikanischen Konzils mit. 
Papst Johannes Paul II. verlieh ihm am 2. April 1986 den Titel Ehrenprälat Seiner Heiligkeit und ernannte ihn am 24. Februar 1987 zum Zeremonienmeister für die Liturgischen Feiern des Papstes. Von da an war Marini bis zum Jahr 2007 für die Organisation und den Ablauf aller Gottesdienste zuständig, die vom Papst öffentlich gefeiert wurden.
Johannes Paul II. ernannte Marini am 14. Februar 1998 zum Titularbischof von Martirano und erteilte ihm am 19. März desselben Jahres die Bischofsweihe; Mitkonsekratoren waren Kardinalstaatssekretär Angelo Sodano sowie der Erzbischof von Krakau, Franciszek Kardinal Macharski. Am 29. September 2003 wurde er unter Beibehaltung seines Titularbistums pro hac vice zum Titularerzbischof erhoben.
Am 1. Oktober 2007 ernannte Papst Benedikt XVI. Piero Marini zum Präsidenten des Päpstlichen Komitees für die Eucharistischen Kongresse und berief zugleich Guido Marini zum neuen päpstlichen Zeremonienmeister. Mit dem namensgleichen Nachfolger besteht kein Verwandtschaftsverhältnis. Papst Franziskus bestätigte Marini am 10. März 2015 als Präsident des Komitees für die Eucharistischen Weltkongresse. Am 1. September 2015 ernannte ihn der Papst zum Vorsitzenden der Sonderkommission für die Liturgie innerhalb der Kongregation für die orientalischen Kirchen.

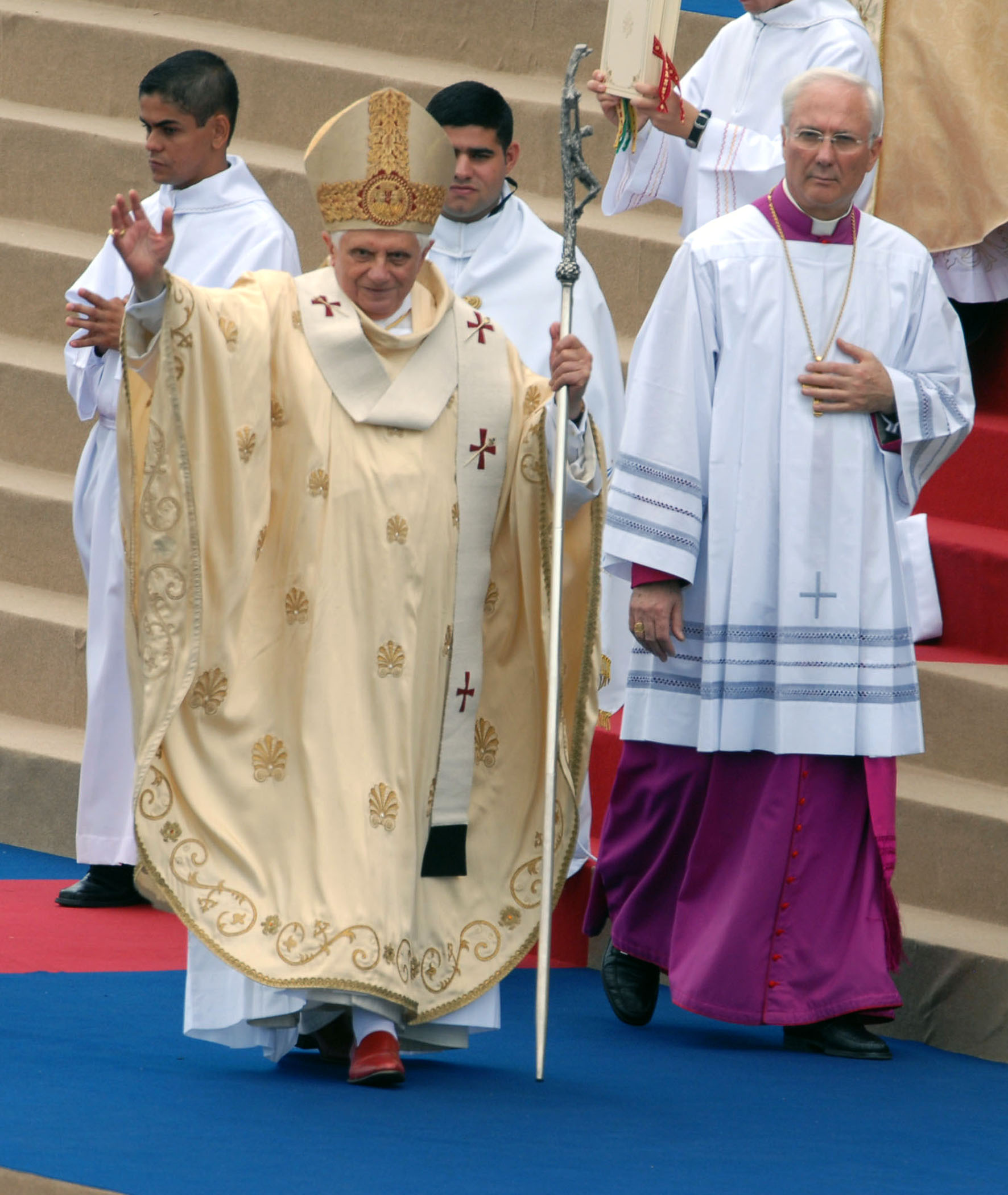
Piero Marini als Zeremoniar Benedikts XVI. (Brasilien 2007)

2009 wurde er mit der Ehrendoktorwürde der Theologischen Fakultät der Universität Freiburg in der Schweiz ausgezeichnet.
Am 28. Oktober 2016 ernannte ihn Papst Franziskus zum Mitglied der Kongregation für den Gottesdienst und die Sakramentenordnung.
Piero Marini wurde am 13. September 2021 durch Corrado Maggioni SMM als Präsident des Päpstlichen Komitees für die Eucharistischen Kongresse abgelöst.

## Ehrungen
- 2003: Großkreuz des Ordens Isabel la Católica
- 2013: Großes Silbernes Ehrenzeichen mit dem Stern für Verdienste um die Republik Österreich